# 2024년 하계 올림픽 앤티가 바부다 선수단
2024년 하계 올림픽 앤티가 바부다 선수단은 2024년 7월 26일부터 8월 11일까지 프랑스 파리에서 열린 2024년 하계 올림픽에 참가한 올림픽 앤티가 바부다 선수단이다.
이는 1980년을 제외하고 앤티가 바부다의 12번째 하계 올림픽 출전이었다. 뿐만 아니라 국가도 미국이 주도하는 보이콧에 동참했다.

## 출전 선수
| 종목 | 남자 | 여자 | 전체 |
| ---- | ---- | ---- | ---- |
| 수영 | 1    | 1    | 2    |
| 요트 | 1    | 0    | 1    |
| 육상 | 1    | 1    | 2    |
| 전체 | 3    | 2    | 5    |

## 메달 집계
| 종목 | 1 | 2 | 3 | 합계 |
| 종목 | ' | ' | ' | '    |
| 종목 | ' | ' | ' | '    |
| 종목 | ' | ' | ' | '    |
| 합계 | ' | ' | ' | '    |

## 같이 보기
- 2024년 하계 올림픽